# Municipio de Austinburg
El municipio de Austinburg (en inglés: Austinburg Township) es un municipio ubicado en el condado de Ashtabula en el estado estadounidense de Ohio. En el año 2010 tenía una población de 2197 habitantes y una densidad poblacional de 33,95 personas por km².

## Geografía
El municipio de Austinburg se encuentra ubicado en las coordenadas 41°45′9″N 80°51′44″O / 41.75250, -80.86222. Según la Oficina del Censo de los Estados Unidos, el municipio tiene una superficie total de 64.71 km², de la cual 64,24 km² corresponden a tierra firme y (0,73 %) 0,47 km² es agua.

## Demografía
Según el censo de 2010, había 2197 personas residiendo en el municipio de Austinburg. La densidad de población era de 33,95 hab./km². De los 2197 habitantes, el municipio de Austinburg estaba compuesto por el 97,68 % blancos, el 0,55 % eran afroamericanos, el 0,14 % eran amerindios, el 0,14 % eran asiáticos, el 0,46 % eran de otras razas y el 1,05 % eran de una mezcla de razas. Del total de la población el 1,55 % eran hispanos o latinos de cualquier raza.